# ドレスナーSC (女子バレーボール)

ドレスナーSC女子バレーボール部門（Volleyball-Abteilung des Dresdner SportsClub、略称・DSC）は、ドイツザクセン州のドレスデンを本拠地として活動するスポーツクラブ・ドレスナーSCの女子バレーボール部門である。
女子バレーボール部門は1990年に設立され、ドイツ選手権優勝4回、ドイツカップ優勝3回を誇り、シュヴェリーンSCと並ぶドイツ国内の強豪チームである。

## 主な成績
- CEV女子チャレンジカップ
  - 優勝 1回 - 2010年
- ドイツ選手権
  - 優勝 4回 - 1999年、2007年、2014-2015年
  - 準優勝 5回 - 2002年、2008年、2011-2013年
- ドイツカップ
  - 優勝 3回 - 1999年、2002年、2010年
  - 準優勝 2回 - 2007年、2009年

## 登録選手
2024-25シーズンの登録選手は以下の通り。
| 背番号 | 選手名                  | ポジション           | 身長（メートル） | 備考       |
| ------ | ----------------------- | -------------------- | ---------------- | ---------- |
| 1      | Patricia Nestler        | リベロ               | 1.70             |            |
| 2      | Larissa Winter          | セッター             | 1.79             |            |
| 4      | ナタリー・レメンス      | ミドルブロッカー     | 1.92             |            |
| 5      | Lotte Goertz            | リベロ               | 1.75             |            |
| 6      | Victoria Demidova       | アウトサイドヒッター | 1.90             |            |
| 7      | Julie Lengweiler        | アウトサイドヒッター | 1.86             |            |
| 8      | エヴァ・ザトコビッチ    | オポジット           | 1.92             |            |
| 9      | Lena Linke              | ミドルブロッカー     | 1.96             |            |
| 13     | Stamatia Kyparissi      | アウトサイドヒッター | 1.84             |            |
| 15     | Marta Kamēlija Levinska | オポジット           | 1.88             |            |
| 16     | Emma Scarlett Clothier  | ミドルブロッカー     | 1.88             |            |
| 17     | Lorena Lorber Fijok     | アウトサイドヒッター | 1.75             |            |
| 18     | Sarah Straube           | セッター             | 1.85             | キャプテン |

## 主な歴代所属選手
| - マレーン・アピッツ - シュテファニー・カーク - コリーナ・シュシュケ - ケールスティン・チューリヒ - アンネ・マテス - ハイケ・バイアー - クリスティアネ・フュルスト - レーナ・ハートル - レンカ・ドウア - ザスキア・ヒッペ - リザ・イスキエルド - ルイーザ・リップマン - ジェニファー・ゲールティエス - レーナ・シュティグロート - カミラ・バイツェル - モニーク・シュトルッベ | - バレリー・クルトワ - ラウラ・ヘイルマン - ドミニカ・ストルミロ - シャニース・マーセル - ジェニファー・クロス - ブリー・オライリー - ユーディット・ピーテルセン - ロビン・デクライフ - フェムケ・ストルテンボルフ - ラウラ・ダイケマ - ヘステル・ヤスペル - ネーカ・オンイェジェクウェ - ヤロスラヴァ・ペンコバ - ニコラ・ラドソバ - マリア・セグラ - アグネス・パラグ | - ニコル・デービス - ケイラ・バンワース - ブリトニー・クーパー - カースティ・ジャクソン - ジーナ・マンクーソ - モリー・クレクロウ - ミシェル・バーチ - エリザベス・マクマホン - ケイディ・ロルフゼン - ケイラ・ハネライン - ジェナ・グレイ - モーガン・ヘンツ - マデリーン・ゲイツ - ティア・ジマーソン - マヤ・ストーク - ジュリエット・フィドン＝ルブルー |